# Juan José Verdú
Juan José Verdú Coloma (Villarreal, Castellón, España; 23 de junio de 1958) fue un futbolista español que se desempeñaba como defensor.

## Clubes
| Club         | País   | Año         |
| ------------ | ------ | ----------- |
| CD Castellón | España | 1977 - 1985 |